# Horst Schmidt (Politiker, 1925)

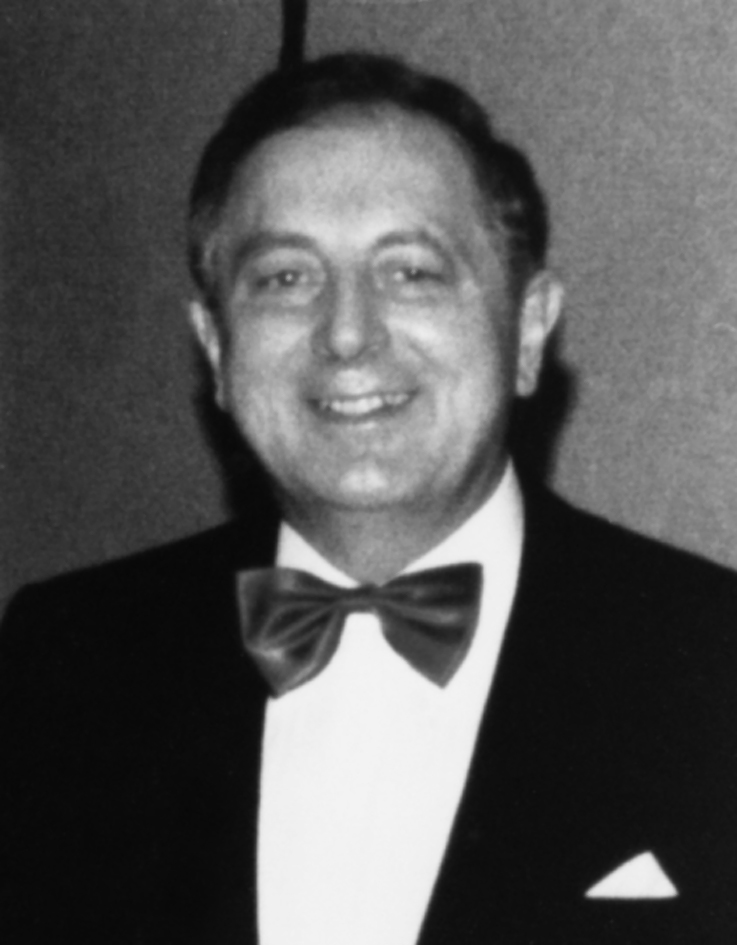
Horst Schmidt

Horst Schmidt (* 5. Juni 1925 in Sprendlingen; † 4. Oktober 1976 bei Neu-Isenburg) war ein deutscher Politiker (SPD). Von 1969 bis zu seinem Tode war er hessischer Sozialminister.

## Leben und Beruf
Nach dem Abitur studierte Schmidt Humanmedizin in Berlin und Frankfurt am Main und wurde 1950 in Frankfurt mit der Arbeit Die Bedeutung des Blutersatzes durch Reinfusion bei Tubargravidität zum Dr. med. promoviert. Anschließend war er als Assistenzarzt in Langen und Offenbach am Main sowie als Facharzt für Lungenheilkunde in Winterkasten und Offenbach tätig. Er leitete ab 1955 die Tuberkulosefürsorge im Offenbacher Gesundheitsamt, wurde 1957 Medizinalrat und 1959 Mitglied im Präsidium des hessischen Landesgesundheitsrates.
Am 4. Oktober 1976 starb er bei einem Verkehrsunfall auf der Autobahn 661 zwischen der Ausfahrt Neu-Isenburg und Dreieich, als er bei einem anderen Unfall zu helfen versuchte.

## Politik
Am 17. Februar 1943 beantragte Schmidt die Aufnahme in die NSDAP und wurde zum 20. April desselben Jahres aufgenommen (Mitgliedsnummer 9.374.885). Er trat dann 1952 der SPD bei und war seit 1955 Vorsitzender der Arbeitsgemeinschaft Sozialdemokratischer Ärzte in Hessen.
Schmidt wurde 1961 erstmals in den Deutschen Bundestag gewählt und vertrat dort drei Wahlperioden lang den Wahlkreis Offenbach. Er legte am 3. November 1969 sein Bundestagsmandat nieder, da er zuvor als Sozialminister in die hessische Landesregierung eingetreten war. Von Dezember 1970 bis zu seinem Unfalltod gehörte er dem hessischen Landtag an.
Schmidt wurde am 23. Oktober 1969 als Sozialminister in die von Ministerpräsident Albert Osswald geführte Landesregierung von Hessen berufen. Während seiner Amtszeit war er maßgeblich am Aufbau der sogenannten Hessenkliniken beteiligt.

## Ehrungen
Nach Horst Schmidt ist ein Wiesbadener Krankenhaus, eine Sporthalle in Egelsbach und Griesheim sowie die Seniorenzentren der Arbeiterwohlfahrt in Heusenstamm und Melsungen benannt. Ebenso gibt es ein Dr.-Horst-Schmidt-Jugendsport-Stipendium, welches durch den hessischen Landtag verliehen wird.

## Werke
- Auf dem Weg zur sozialen Gesellschaft. Bintz-Dohany, Offenbach am Main [ca. 1974].